# Alfredo Enrique Torres Rondón
Alfredo Enrique Torres Rondón (ur. 4 marca 1950 w Maracaibo) – wenezuelski duchowny rzymskokatolicki, od 2016 biskup San Fernando de Apure.

## Życiorys
Święcenia kapłańskie przyjął 25 lipca 1976 i został inkardynowany do archidiecezji Mérida. Pracował głównie jako duszpasterz parafialny, był także m.in. rektorem niższego seminarium w Méridzie, wikariuszem biskupim ds. duszpasterskich oraz wikariuszem generalnym archidiecezji.
15 lipca 2013 papież Franciszek prekonizował go biskupem pomocniczym Méridy i nadał mu diecezję tytularną Sassura. Sakry biskupiej udzielił mu 13 września 2013 abp Baltazar Porras.
15 lipca 2016 został mianowany biskupem diecezji San Fernando de Apure.